# Queen at the Beeb
At The Beeb is een compilatiealbum van verschillende optredens bij de BBC die Queen in begin van hun bestaan gaven. Deze BBC sessions zoals ze genoemd worden werden opgenomen tussen eind jaren 70 en de bekendste sessie hiervan is het optreden wat Queen deed op 24 december 1975 in het Hammersmith Odeon Theater in Londen.
Dit album is alleen in Europa en Japan uitgebracht, in de VS en Canada heet het album At The BBC met dezelfde tracklist, alleen is het in 1995 uitgebracht, 6 jaar na de release van At The Beeb.
Alle nummers op deze cd komen van de originele band van de BBC-sessie uit 1973 behalve track nummer 5, deze is geknipt omdat de originele opname was beschadigd zodat de gitaarintro verdween.

## Tracklist
1. My Fairy King (Mercury)
2. Keep Yourself Alive (May)
3. Doin' Alright (May/Staffell)
4. Liar (Mercury)
5. Ogre Battle (Mercury)
6. Great King Rat (Mercury)
7. Modern Times Rock 'N' Roll (Taylor)
8. Son And Daughter (May)